# Eleutherodactylus richmondi
Espèce
Synonymes
- Eleutherodactylus lentus richmondi Stejneger, 1904

Statut de conservation UICN

 CR A3ce : 
En danger critique
Eleutherodactylus richmondi est une espèce d'amphibiens de la famille des Eleutherodactylidae.

## Répartition
Cette espèce est endémique de Porto Rico. Elle se rencontre de 40 à 1 152 m d'altitude.

## Description
L'holotype mesure 38 mm.

## Étymologie
Cette espèce est nommée en l'honneur de Charles Wallace Richmond.

## Publication originale
- Stejneger, 1904 : The herpetology of Porto Rico. Annual Report of the United States National Museum for 1902, p. 553-724 (texte intégral).